# 2005年紐約市交通大罷工
2005年紐約市交通大罷工（英語：2005 New York City transit strike）發生於2005年12月20日，擁有3萬4千多名成員的美國紐約運輸工人工會（TWU）在與紐約市市政府城市交通管理局（MTA）僱傭合約談判破裂後開始大罷工，因此紐約市民需步行上班；交通大罷工在三天的12月22日投票結束。

## 背景
2005年時54.6%的紐約人乘公共運輸上班，而在美國其他地方，90%的人駕車上班，與之形成鮮明對比；運輸工人可說是工作量繁重。

## 過程
美國紐約運輸工人工會領袖羅傑·杜桑（Roger Toussaint）在12月16日美東時間上午12:01（05:01 UTC）合約到期前，延長最後期限至2005年12月20日；但協議一直無法談妥，工會決定罷工。
2005年12月22日勞資首腦位於曼哈頓君悅飯店展開新一輪談判，使得罷工困局順利落幕。

## 影響
據估計在罷工第一天就損失4億美金，接下來的兩天各損失3億美元。